# Bureau du Roi

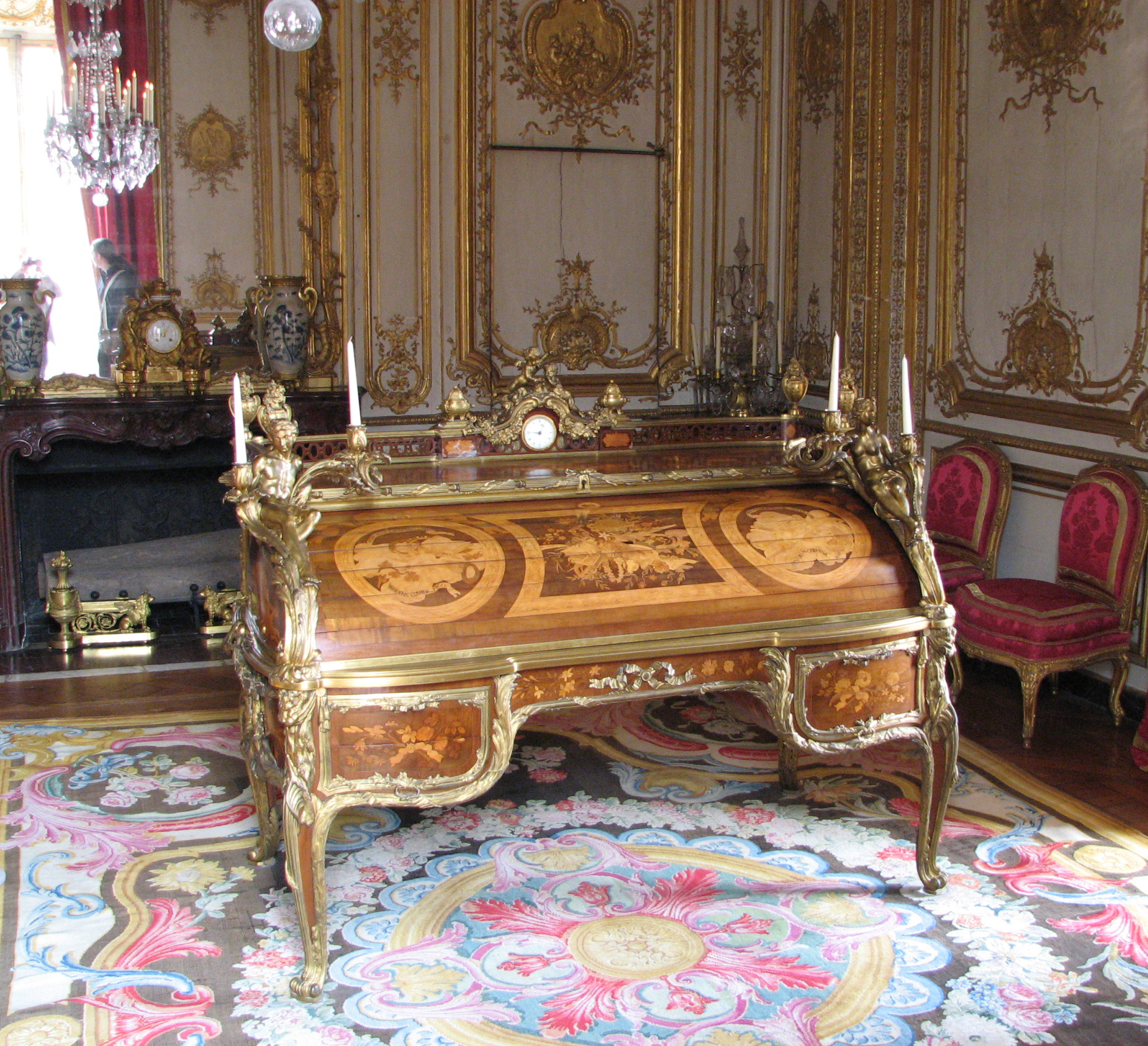
Il secrétaire à cylindre di Luigi XV nel Cabinet intérieur du roi

Il secrétaire a cilindri di Luigi XV, più conosciuto col nome di bureau du Roi, è uno scrittoio riccamente decorato realizzato per Luigi XV negli anni '60 del Settecento. Iniziato da Jean-François Oeben e portato a compimento da Jean-Henri Riesener, entrambi ebanisti del re, questo scrittoio è una delle più celebri realizzazioni della storia del mobile francese. Si trova nel cabinet intérieur, una delle stanze del Petit appartement du Roi alla reggia di Versailles.

## Storia

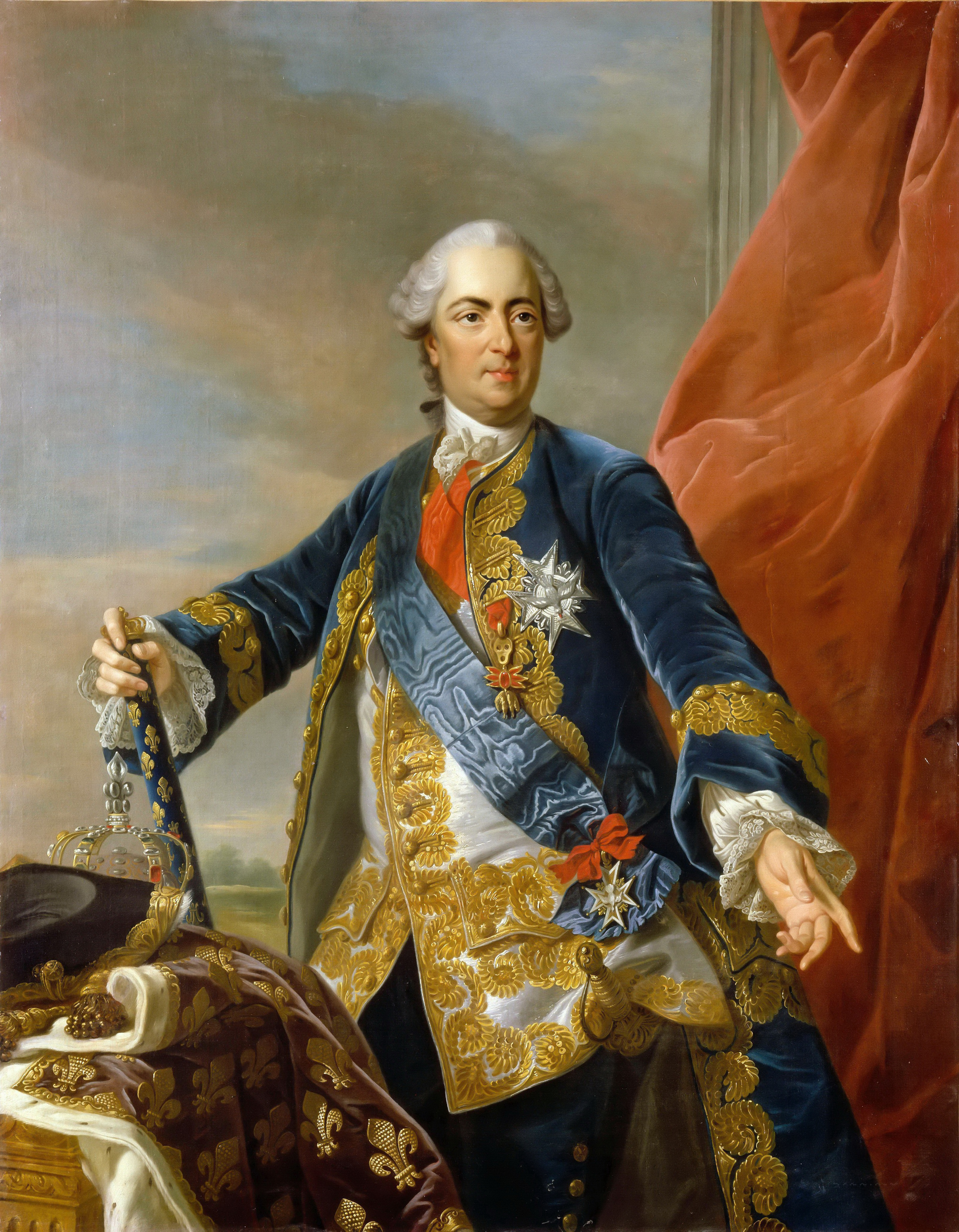
Luigi XV (1765 circa)

La realizzazione del mobile ebbe probabilmente inizio nel 1760, quando ne venne fatto l'annuncio formale al re.
Il primo progetto venne realizzato da Jean-François Oeben (1721-1763), maestro ebanista all'arsenale reale. Il primo stadio fu la realizzazione di un modello in scala 1/9 estremamente dettagliato, con la riproduzione anche delle pitture e dei bronzi da applicare. Una volta definito il progetto, il mobile venne completato da una copertura scorrevole dipinta.
La scrivania venne terminata solo nove anni più tardi da Jean-Henri Riesener (1734-1806), uno dei lavoranti di Oeben, che gli succedette come maestro ebanista alla morte di quest'ultimo e che ne sposò la vedova. Quando Riesener ne riprese la fabbricazione, la base dello scrittoio era già stata montata, ed erano già state predisposti i bronzi per le gambe ed i meccanismi d'apertura. Aiutato da Wymant Stylen, Riesener andò a realizzare tutti gli intagli ed appose la propria firma sul mobile: « Riesener H. 1769 à l'arsenal de Paris».
Nel maggio del 1769 alla reggia di Versailles il mobile venne presentato al sovrano ed installato nel nuovo cabinet du Roi.
La segretezza offerta da questo mobile, unita alla squisitezza della sua realizzazione, lo rendevano adatto per le esigenze del re. Luigi XV riceveva comunque raramente i segretari di stato nel suo gabinetto e generalmente li consultava poco.
Dietro il cabinet du Roi, stanza nella quale era posto il secretaire reale, si trovava una stanza detta cabinet des Dépêches dove Luigi XV raccoglieva informazioni segrete dalle sue spie e dai suoi informatori (noti come le secret du Roi) in totale riservatezza per poter definire in particolare la politica estera.
Sotto la Rivoluzione francese, il mobile venne trasportato alle Tuileries dove verrà utilizzato anche dal corpo legislativo del Consolato, per poi essere trasferito nel cabinet du Secrétaire di Napoleone. Successivamente lo si ritrova nel salon des Aides de camp del duca d'Orléans, figlio di Luigi Filippo, e più tardi l'imperatrice Eugenia lo utilizzerà nel proprio gabinetto di lavoro al castello di Saint-Cloud. Nel 1870, il secretaire venne trasferito al museo del Louvre a Parigi. Venne infine riportato nel 1957 alla reggia di Versailles dove ancora oggi si trova.

## Caratteristiche

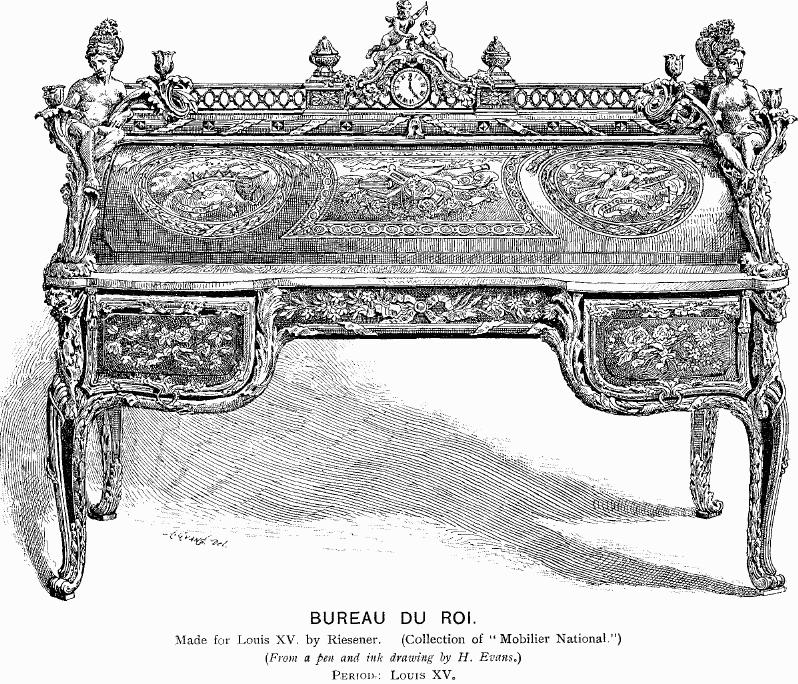
Illustration du bureau du Roi de 1893

Alto 1,47 metri per una larghezza di 1,92 metri ed una profondità di 1,05 metri, la scrivania è coperta da un complesso di intarsi realizzati in differenti varietà di legno (sicomoro, violetta e mogano) ed ornato con sculture in bronzo cesellato, opere fuse e realizzate da Hervieux su modelli di J.-C. Duplessis · .
La sua realizzazione coinvolse in tutto quattordici artisti tra ebanisti, bronzieri, cesellatori, doratori, orologiai, ecc.
Ruotando la chiave principale di un quarto si sblocca l'apertura della scrivania e dei cassetti. I domestici del re potevano rifornire periodicamente la scrivania di carta e di penna per il re da due aperture segrete laterali senza bisogno quindi della chiave.
Oltre ai quattro cassetti laterali, l'apertura scorrevole consente di accedere a sei piccoli cassettini disposti nelle due colonne laterali delle gambe del mobile. La scrivania vera e propria può essere del resto sollevata per creare un ulteriore spazio dove archiviare dei documenti.
La scrivania è sormontata da un piano intarsiato, circondato da una piccola balaustra di amaranto con al centro un orologio a doppia faccia realizzato da Lépine.

### Modifiche
Luigi XVI fece apportare delle piccole modifiche al mobile da Riesener (nel 1776, nel 1777 e nel 1785) oltre ad alcune riparazioni di meccanismi o restauro degli intarsi. Nel 1794, dopo l'avvento della Prima Repubblica e l'esecuzione del re, venne chiesto allo stesso Riesener dal governo francese di rimuovere dal mobile tutto ciò che poteva richiamare la monarchia. Egli vi rimosse dunque il medaglione con l'effige di Luigi XV che era tenuta da due angeli che decoravano l'orologio della arte superiore, le "L" sul lato vennero rimpiazzate da più anonime composizioni in porcellana di Sèvres a imitare quelle inglesi di Wedgwood come pure venne eliminato il ritratto del re sulla chiave del secretaire.
L'orologiaio Jean André Lepaute rimpiazzò il nome di Lépine col proprio sull'orologio.

## Riproduzioni

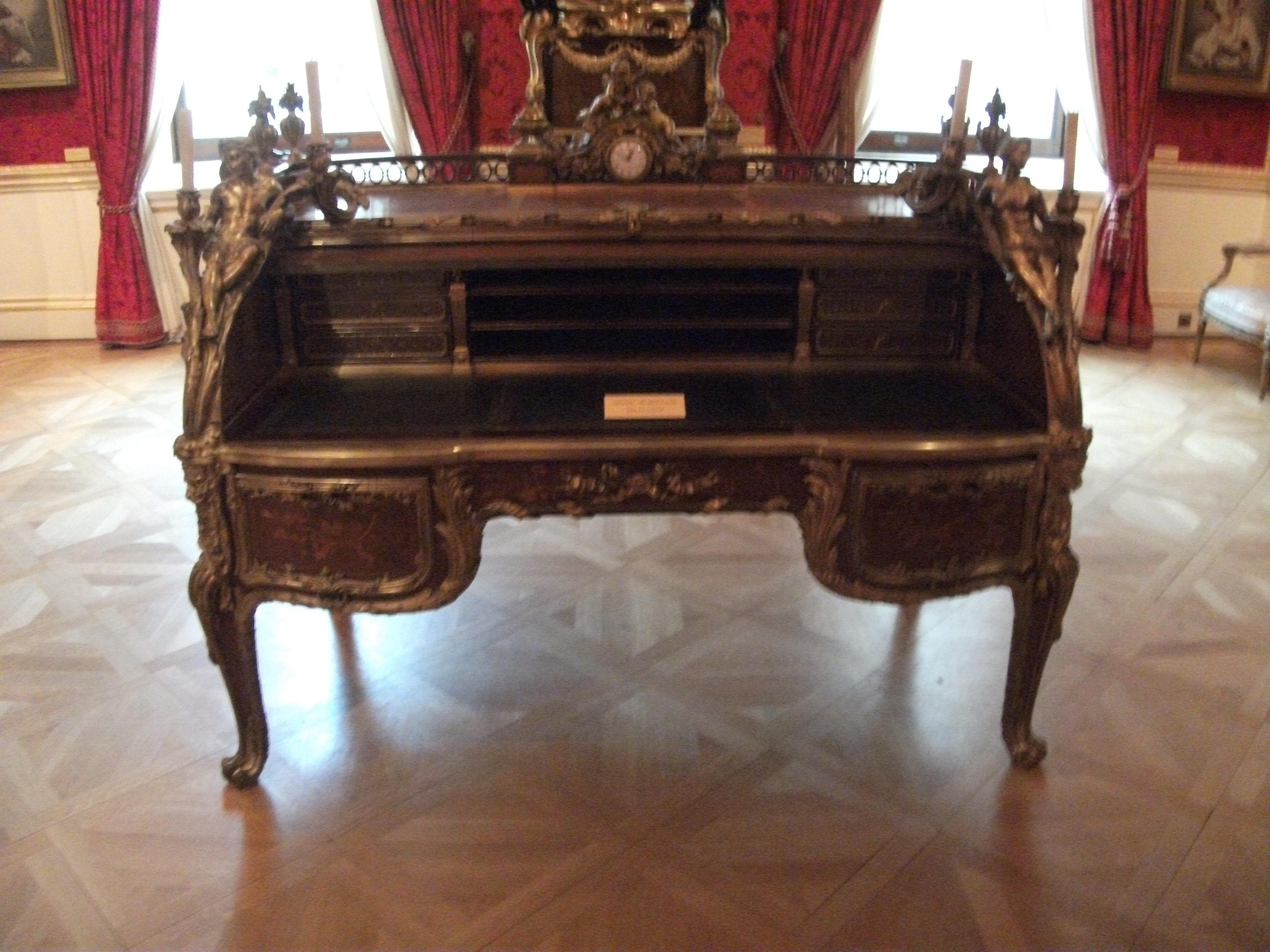
Il mobile presente nella Wallace Collection.

Il mobile era divenuto talmente famoso alla sua epoca, non solo per la bellezza artistica ma anche per la complessità e la segretezza dei suoi meccanismi che altri ne vennero commissionati a Riesener, in tutto simili all'originale. Il più simile a quello di Luigi XV è quello presente oggi nella Wallace Collection di Londra. Esso venne realizzato da Riesener nel 1769, quando il mobile originale venne presentato a Luigi XV. Sia per dimensioni che per aspetto, la copia londinese è identica a quella francese ad eccezione dell'orologio e dei candelabri che sono assenti. Sia gli intarsi che i bronzi decorativi sono identici. Le lettere presenti sul lato del mobile inglese sono SR, il che potrebbe significare Stanilaus Rex (Stanislao Re), e lascerebbe dunque intuire che tale mobile fosse (almeno inizialmente) destinato al re di Polonia Stanislao Leszczyński, suocero di Luigi XV.

## Galleria d'immagini

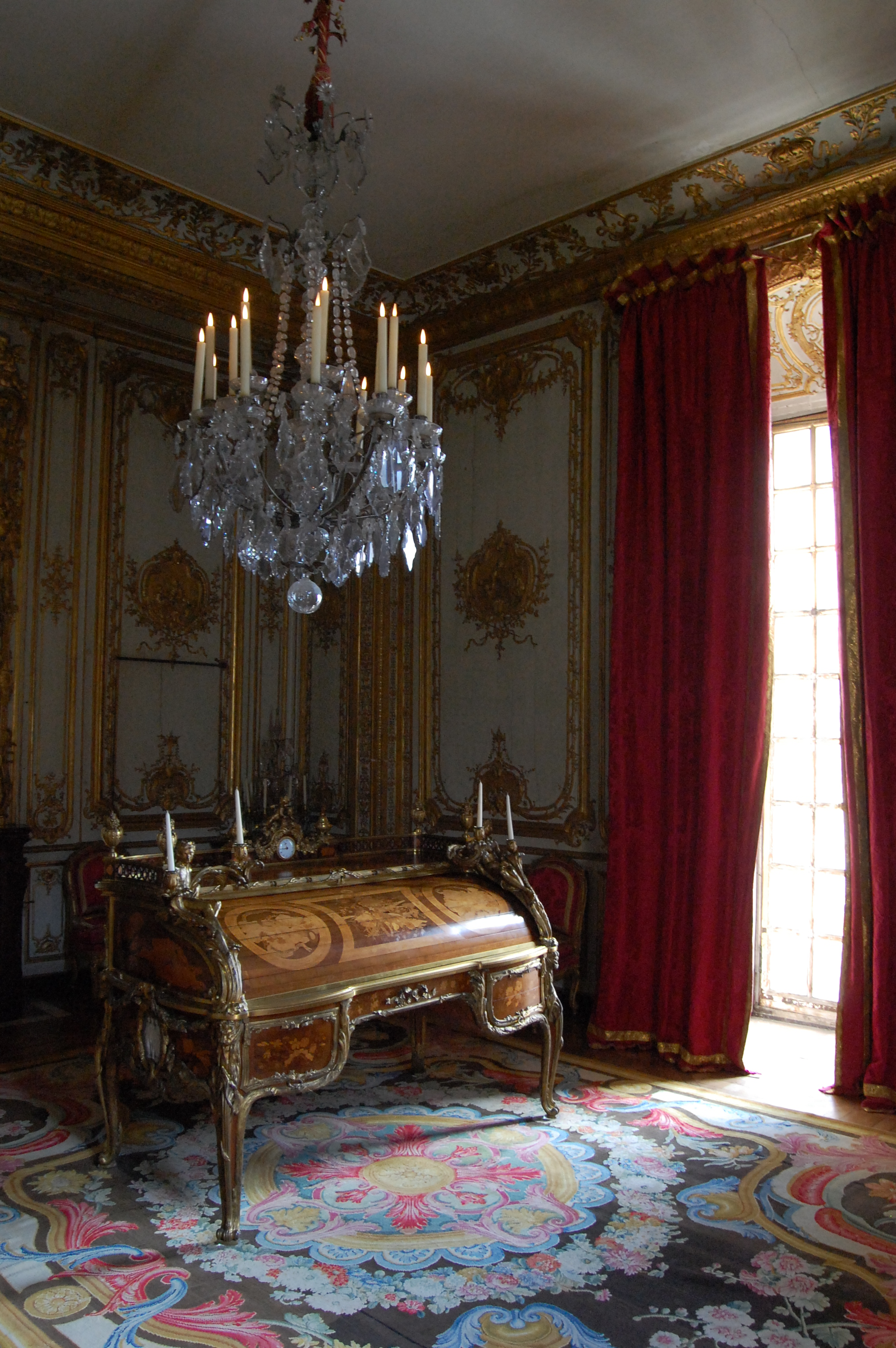
La scrivania nel Cabinet intérieur nel petit appartement du Roi alla reggia.
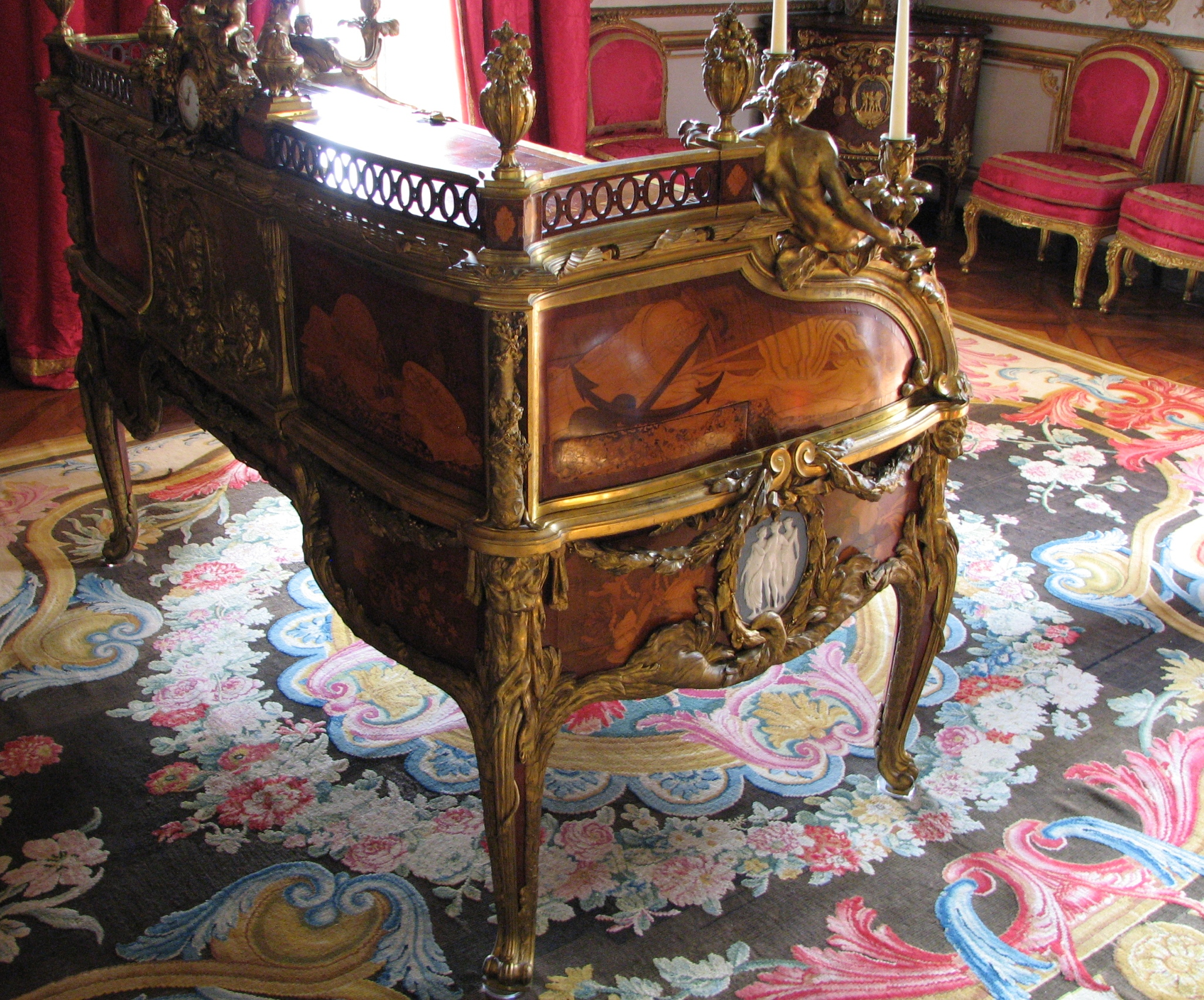
Lato sinistro con gli attributi della Marina e le cifre reali rimpiazzate da delle placche di ceramiche di Sévres dopo la Rivoluzione. Sotto l'ancora si può notare un cassetto apribile di lato per rifornire la scrivania di carta e inchiostro senza doverla aprire.
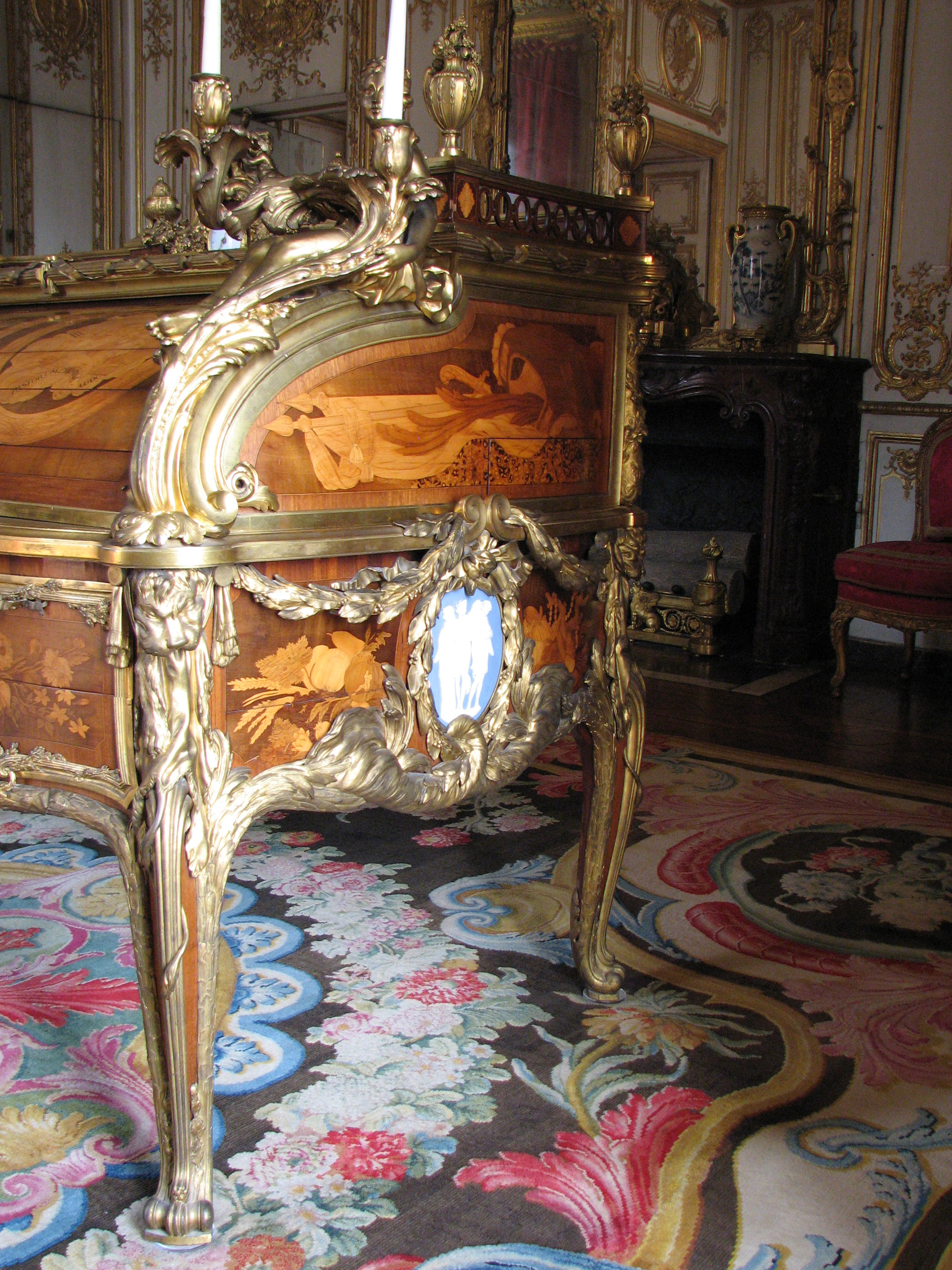
Lato destro con gli attributi dell'esercito e le cifre reali rimpiazzati da una placca di ceramica di Sévres dopo la Rivoluzione. Anche in questo caso il cassetto di rifornimento laterale si trova sotto il tamburo.
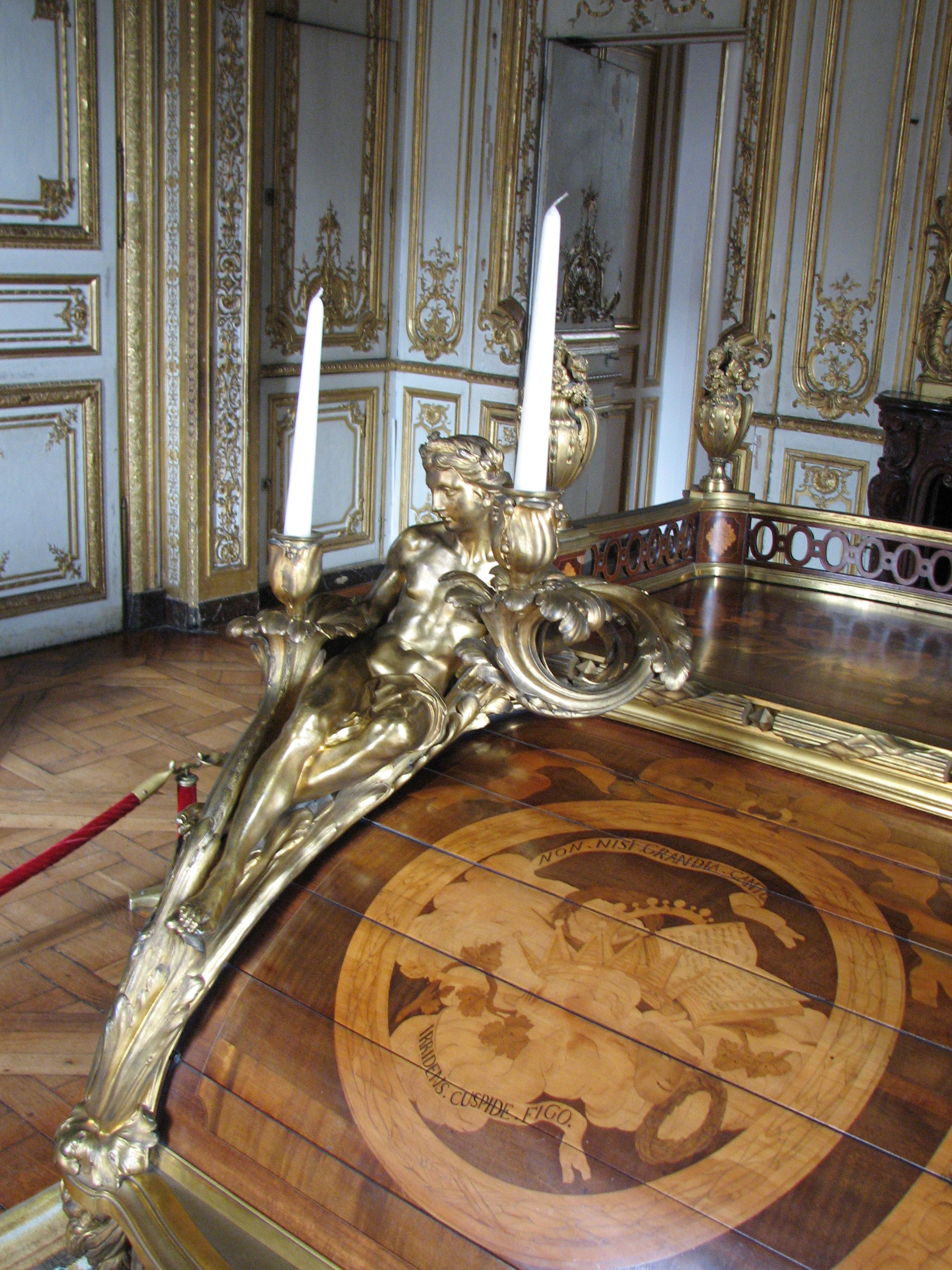
Dettaglio di un bronzo maschile nella parte sinistra con una parte degli intarsi sulla copertura scorrevole della scrivania: essi illustrano la Poésie dramatique ed il motto latino NON NISI GRANDIA CANTO  — IRRINDIENS CUSPIDE FIGO, tratto dall'Iconologia di Cesare Ripa.
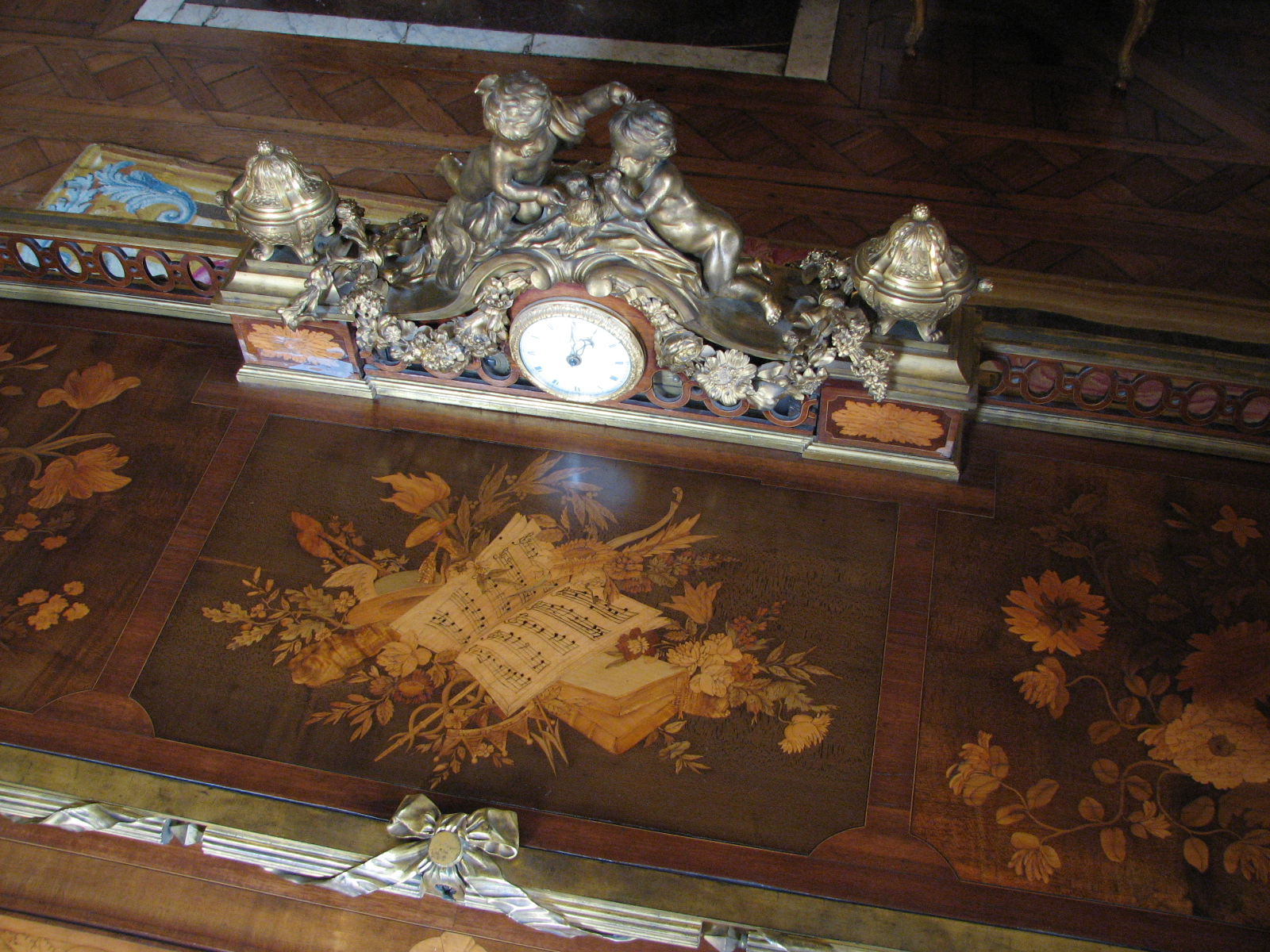
L'orologio di Jean-Antoine Lépine con gli angeli laterali ma senza il medaglione centrale che un tempo raffigurava il re. Si notino gli intarsi musicali nella parte superiore del piano.